# Forte Cherle
Il forte Cherle (in tedesco Werk San Sebastiano) è una fortificazione militare situata sull'altopiano di Folgaria, a 10 chilometri da Folgaria in località Prima Posta, ad un'altitudine di 1.445 m s.l.m., nella provincia autonoma di Trento. Il forte appartiene al grande sistema di fortificazioni austriache al confine italiano.

## Storia

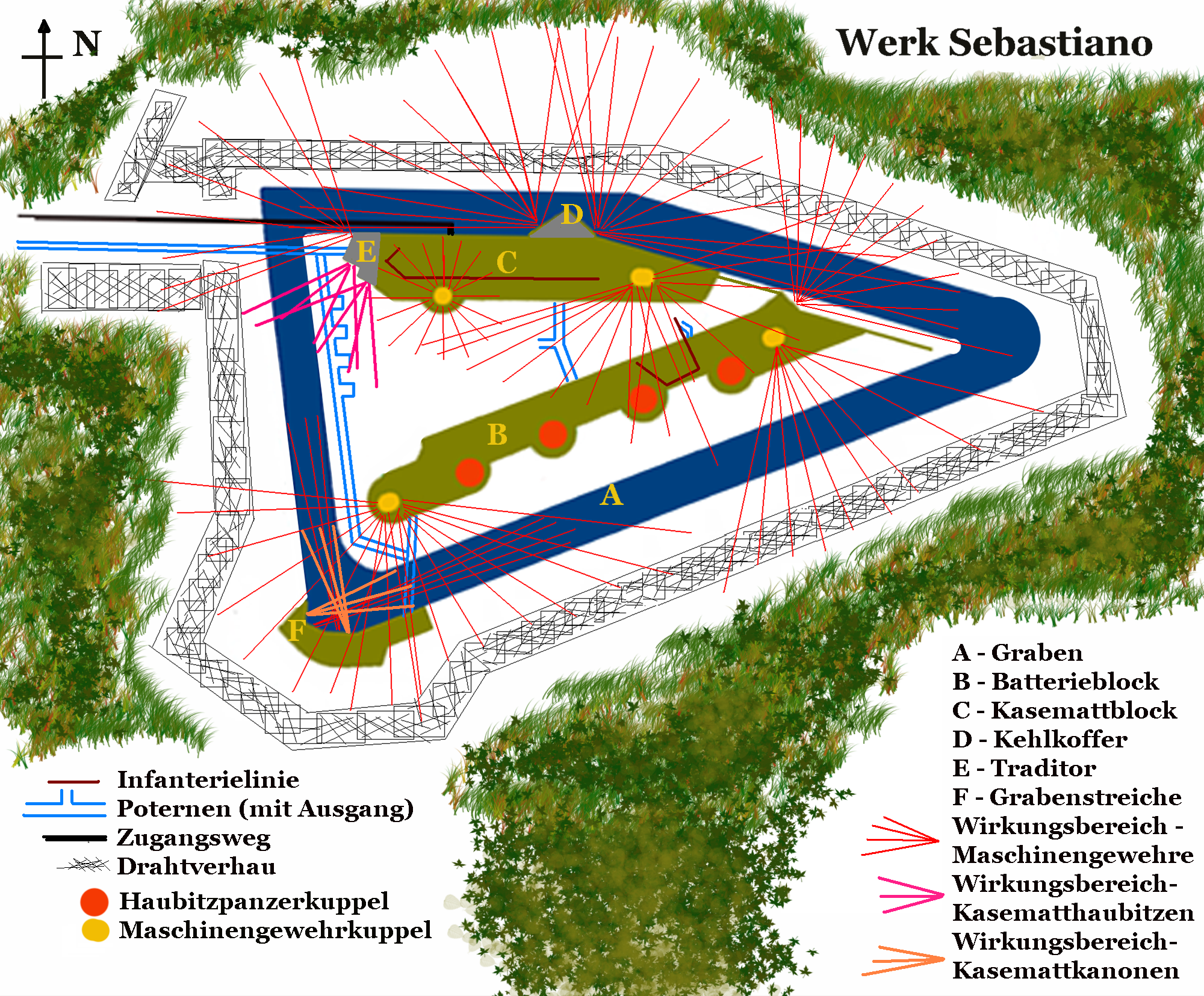
Schema del forte

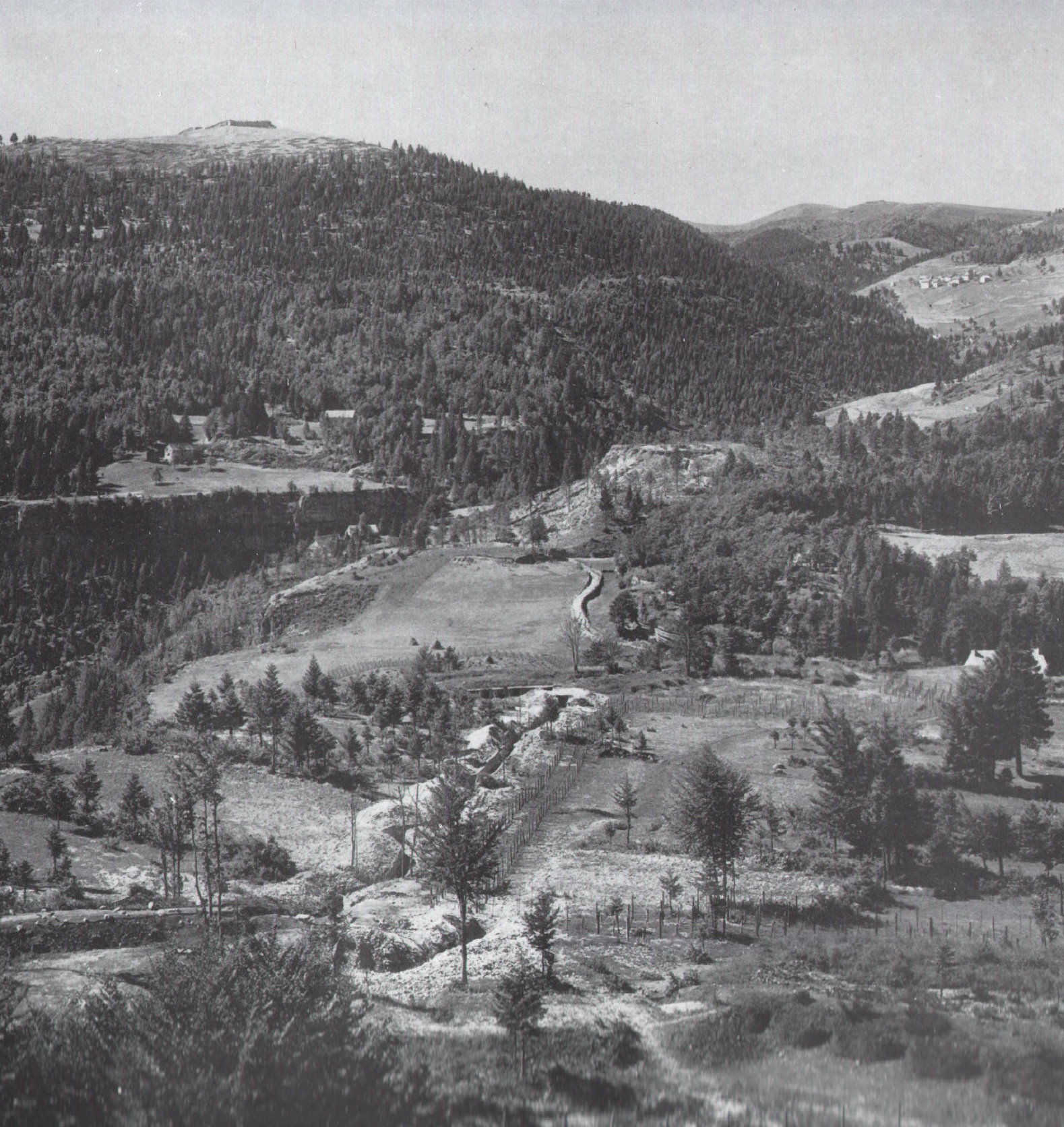
San Sebastiano all'inizio della guerra

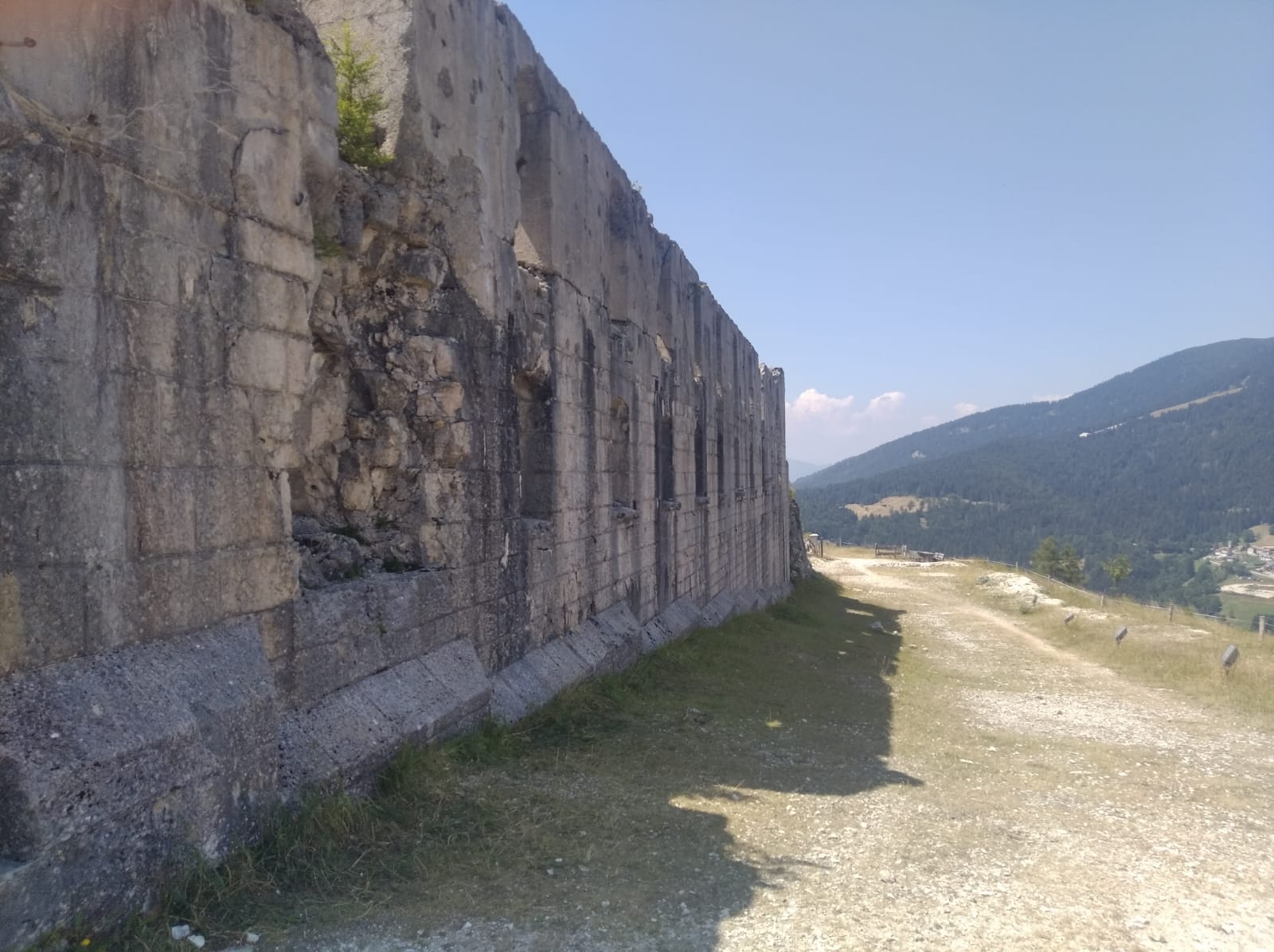
Lato sud del forte Cherle come si presenta nel 2022.

Il forte fu progettato nel 1909 e costruito tra il 1911 ed il 1913, in una posizione molto avanzata (2 chilometri dall'allora confine) con una forma triangolare; la realizzazione fu seguita inizialmente dal primo tenente Eugenio Luschisky e successivamente dal capitano Karl von Barta, andando a costituire il terzo caposaldo armato dello "sbarramento Folgaria". Il forte deve il suo nome alla vicinanza della frazione di San Sebastiano. L'originale nome Cherle è stato cambiato in quanto poteva confondersi con quello di forte Verle.
Il forte San Sebastiano durante la prima guerra mondiale era comandato dal capitano Edmund Proksch. Data la sua posizione, il forte era però tenuto sotto tiro dalla vicina fortificazione italiana del forte Campomolon, posto in posizione dominante (1850 m) e con obici dotati di maggior calibro (anche 280 mm) (quasi il doppio di quelli austriaci) che effettivamente bombardarono in modo massiccio il forte austriaco (25 e 26 aprile).
Una volta che questo fu abbandonato dagli austriaci, il forte fu quindi occupato dai soldati italiani nel novembre 1918.
Dopo la guerra, e precisamente con il Regio Decreto 1882 del 12 agosto 1927, il forte fu radiato dalle opere militari e dato in affitto al Comune di Folgaria per 29 anni a partire dal 1º gennaio 1931, assieme al forte Sommo Alto e forte Dosso del Sommo. Dal 18 maggio 1935 il forte appartiene al comune di Folgaria.
Dopo che il forte passò in mano al comune, si iniziò a depredarlo del metallo che poteva ancora essere utile, utilizzando addirittura della dinamite, riducendolo in uno stato pietoso.
Vicino alla fortezza si trova la ben nota "Scala dell'Imperatore" (ted. Kaisertreppe), una lunga scalinata in pietra che all'epoca conduceva a un ospedale militare, mentre oggi solo ad alcuni suoi ruderi.

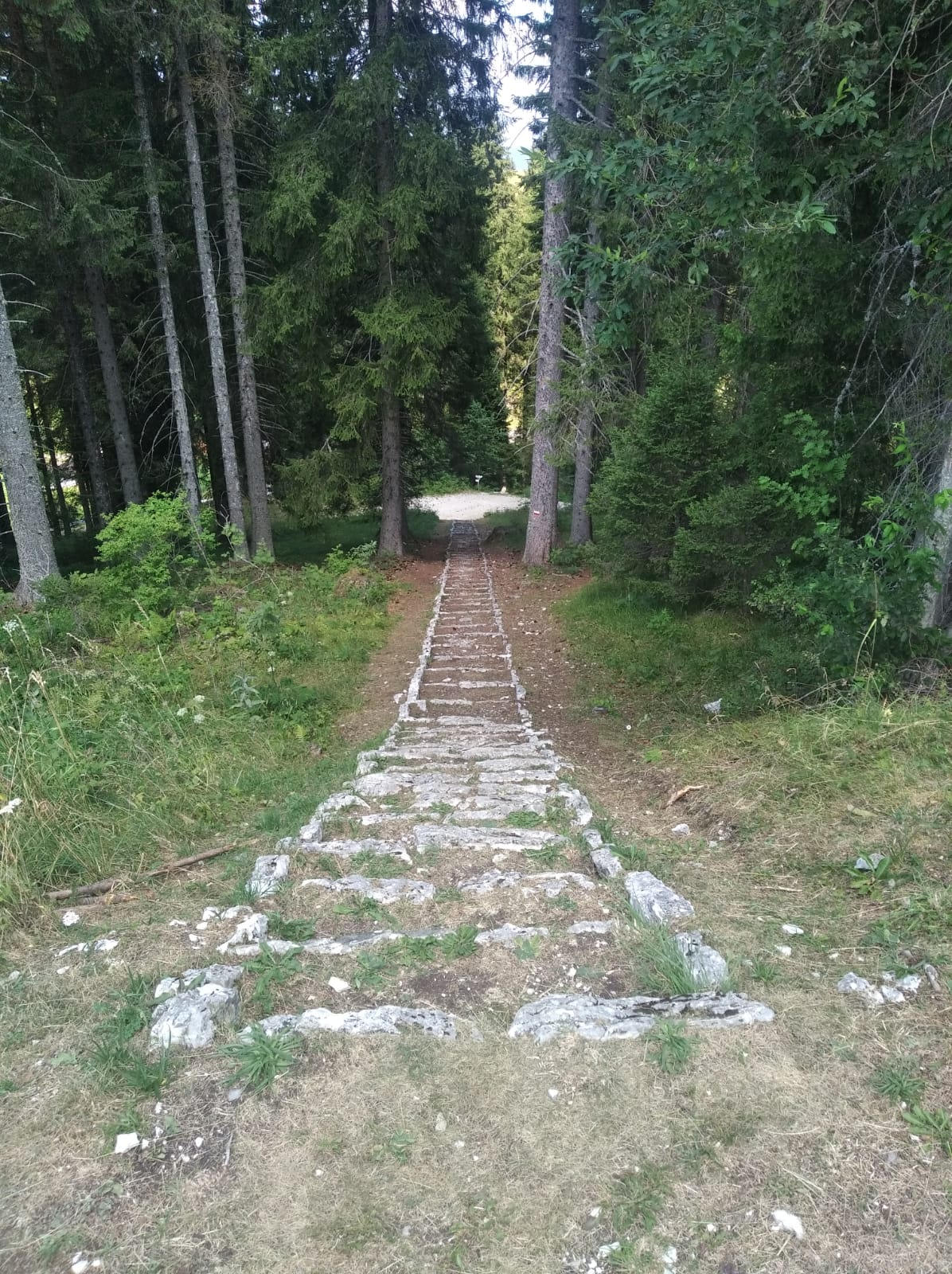
La scala dell'Imperatore come si presenta nel 2022

La fortezza è arrivata al giorno d'oggi molto danneggiata, ma fortunatamente alla fine degli anni novanta si sono effettuati lavori di restauro da parte della cooperativa Job's di Ala, che permettono di accedere in parte ad alcune gallerie del forte (se non sono allagate). Nei pressi si trova l'ex cimitero militare.

## Armamento
- 4 obici da 100 mm Mod 9, su torrette girevoli
- 2 obici da 100 mm Mod 12
- 1 osservatorio blindato
- 2 cannoni da 60 mm Mod 10
- 18 postazioni di mitragliatrice
- guarnigione di 180 artiglieri e 50 Landesschützen